# Air Belgium
Air Belgium S.A. — бельгійська чартерна та вантажна авіакомпанія зі штаб-квартирою в Мон-Сен-Гібер, що базується в аеропорту Брюссель. Була заснована в 2016 році. Почала діяльність як регулярна пасажирська авіакомпанія 3 червня 2018 року, а потім перейшла до чартерних і вантажних операцій 3 жовтня 2023 року.

## Історія

### Заснування та ранні роки
Влітку 2016 року компанія була заснована генеральним директором Нікі Терзакісом, який раніше працював у ASL Airlines Belgium (колишня TNT Airways).   Ідея полягала в тому, щоб сполучити Бельгію з аеропортами в Гонконзі, Пекіні, Шанхаї, Сіані, Ухані, Чженчжоу та Тайюані за допомогою її хабу в аеропорті Брюссель-Шарлеруа.
Перший рейс з Брюсселя до Гонконгу планувався на жовтень 2017 року, однак він був відкладений через те, що авіакомпанія не мала сертифіката авіаційного оператора (англ. air operator's certificate, AOC). В грудні 2017 року авіакомпанія оголосила, що перший рейс має відбутися в березні 2018 року з аеропорту Брюссель-Шарлеруа (замість аеропорту Брюссель) через нижчі збори та легкий доступ; також було оголошено, що для пасажирів бізнес-класу та преміум-класу авіакомпанія працюватиме з нового спеціального терміналу, тоді як пасажири економ-класу використовуватимуть звичайний термінал. 
14 березня 2018 року було оголошено, що авіакомпанія отримала свій сертифікат від бельгійського управління цивільної авіації та планує розпочати виконання регулярних рейсів із середини квітня. 29 березня 2018 року авіакомпанія здійснила свій перший комерційний рейс, виконавши рейс з Амстердама до Парамарибо від імені Surinam Airways, використовуючи Airbus A340-300 у лівреї Air Belgium. 25 квітня 2018 року авіакомпанія оголосила про перенесення першого власного рейсу (до Гонконгу) з 30 квітня на 3 червня 2018 року через відсутність прав на польоти в російському повітряному просторі.
З моменту початку обслуговування першого пункту призначення, авіакомпанія почала виконувати регулярні рейси між Шарлеруа та Гонконгом . Крім того, інші літаки з її флоту були надані Air France для щоденних рейсів між аеропортами Париж-Шарль де Голль і Лібревіль протягом літнього сезону 2018 року.
21 вересня 2018 року авіакомпанія оголосила, що регулярні рейси між Шарлеруа та Гонконгом будуть призупинені протягом зими, натомість авіакомпанія зосередиться на чартерних рейсах. Маршрут мав бути відновлений наприкінці березня 2019 року , але за два тижні до запланованої дати Air Belgium натомість оголосила, що припиняє обслуговувати цей маршрут і працює над запуском нових рейсів до материкового Китаю в середині 2019 року та Америки наприкінці 2019 або на початку 2020 року.
16 липня 2019 року авіакомпанія оголосила про плани запуску польотів до Форт-де-Франс і Пуент-а-Пітр до грудня 2019 року, а також подальші плани польотів до Кіншаси та Маямі.

### Розвиток з 2020 року

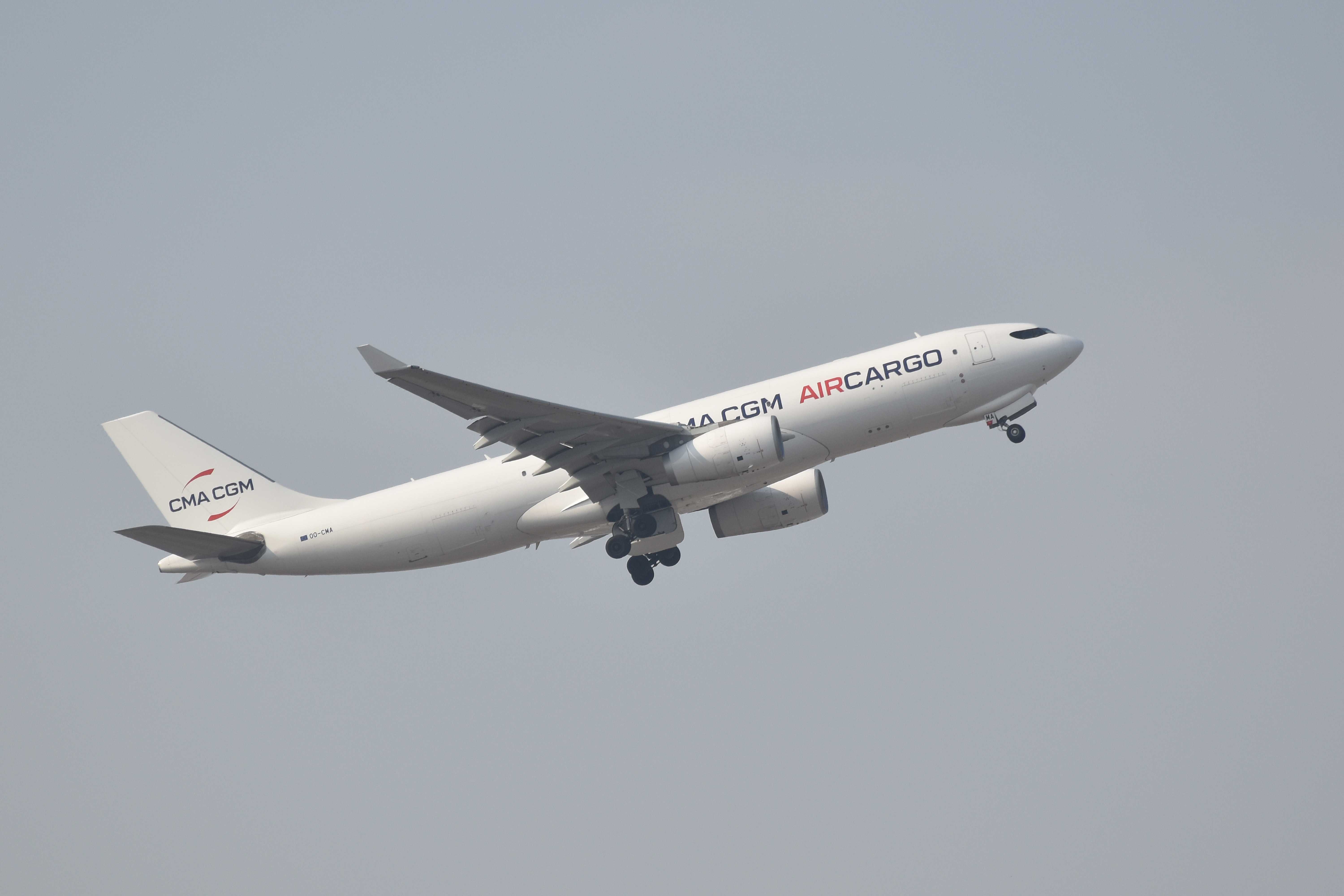
Колишній Airbus A330-200F авіакомпанії Air Belgium, що був наданий для CMA CGM Air Cargo.

30 січня 2021 року Air Belgium оголосила, що вантажні рейси розпочнуться з чотирьох Airbus A330-200F, які базуються в аеропорту Льєж, від імені французької компанії вантажоперевезень CMA CGM. Протягом зими 2022-2023 років ці чотири літаки поступово переоформлюються у Франції. 1 липня 2021 року авіакомпанія Air Belgium оголосила, що додасть два літаки Airbus A330-900 до свого флоту та з 15 жовтня 2021 року буде здійснювати рейси між аеропортом Брюссель та Маврикієм.
У листопаді 2022 року Air Belgium оголосила про необхідність рекапіталізації, щоб уникнути банкрутства після накопичення серйозних збитків. Авіакомпанія вже отримала 19 мільйонів євро протягом того ж року від своїх китайських міноритарних власників, які вже були використані, оскільки напрямок роботи авіакомпанії, чартерні рейси, не повністю відновився після пандемії коронавірусу. Згодом авіакомпанія також оголосила про скорочення та призупинення кількох пасажирських маршрутів. У січні 2023 року авіакомпанія Air Belgium оголосила, що від приватних інвесторів було забезпечено достатнє фінансування для продовження діяльності, хоча авіакомпанія не мала фінансової підтримки з боку держави.
У вересні 2023 року авіакомпанія Air Belgium оголосила, що всі її регулярні пасажирські рейси припиняються 3 жовтня 2023 року, а їхній флот буде надаватися для інших авіакомпаній в мокрий лізинг.
У січні 2024 року повідомлялося, що Air Belgium суттєво скоротила свій персонал та планує поступово вивести з експлуатації обидва Airbus A330-900, яким було лише два роки, через постійні проблеми з двигунами.
19 вересня 2024 року повідомлялося, що Air Belgium подала заяву на судову реорганізацію з планами припинити свої неефективні пасажирські рейси до 3 жовтня. Вантажні перевезення Air Belgium і надання літаків в мокрий лізинг буде продовжено, а пасажирам буде повернуто гроші за квитки за рейси після 3 жовтня.

## Напрямки
Станом на 3 жовтня 2023 року авіакомпанія Air Belgium виконувала регулярні пасажирські рейси до наступних напрямків, після чого регулярні рейси авіакомпанії припинилися. Ця таблиця не включає пункти призначення, до яких авіакомпанія здійснює чартерні або вантажні перевезення.
| Країна / територія              | Місто          | Аеропорт                                             | Дата початку     | Дата закінчення | Примтіки  | Посилання                   |
| ------------------------------- | -------------- | ---------------------------------------------------- | ---------------- | --------------- | --------- | --------------------------- |
| Бельгія                         | Брюссель       | Брюссель                                             | 15 жовтня 2021   | —               | Хаб       | [ 25 ] [ 26 ]               |
| Бельгія                         | Шарлуруа       | Брюссель-Шарлеруа                                    | 3 червня 2018    | Листопад 2022   | Припинено | [ 27 ]                      |
| Бонайре                         | Кралендейк     | Міжнародний аеропорт Бонайре                         | 4 листопада 2022 | Листопад 2022   | Припинено | [ 28 ]                      |
| Кюрасао                         | Віллемстад     | Міжнародний аеропорт Кюрасао                         | 3 липня 2021     | Листопад 2022   | Припинено | [ 29 ] [ 18 ]               |
| Домініканська Республіка        | Пунта-Кана     | Пунта-Кана                                           | 15 грудня 2021   | Листопад 2022   | Припинено | [ 30 ] [ 18 ]               |
| Гваделупа                       | Пуент-а-Пітр   | Пуент-а-Пітр                                         | 6 грудня 2019    | Листопад 2022   | Припинено | [ 13 ]                      |
| Гонконг                         | ГонконгГонконг | Гонконг                                              | 3 червня 2018    | 1 жовтня 2018   | Припинено | [ 27 ] [ 31 ] [ 32 ] [ 12 ] |
| Мартиніка                       | Фор-де-Франс   | Мартиніка                                            | 6 грудня 2019    | Листопад 2022   | Припинено | [ 13 ]                      |
| Маврикій                        | Порт-Луї       | Міжнародний аеропорт імені сера Сівусагара Рамгулама | 15 жовтня 2021   | 3 жовтня 2023   | Припинено | [ 25 ] [ 26 ] [ 33 ]        |
| Південно-Африканська Республіка | Кейптаун       | Міжнародний аеропорт Кейптаун                        | 14 вересня 2022  | 3 жовтня 2023   | Припинено | [ 34 ] [ 33 ]               |
| Південно-Африканська Республіка | Йоганнесбург   | Міжнародний аеропорт О.Р. Тамбо                      | 14 вересня 2022  | 3 жовтня 2023   | Припинено | [ 34 ] [ 33 ]               |

## Флот

### Діючий флот
| Літак                      | В наявності | Замовлено | Пасажирська місткість | Пасажирська місткість | Пасажирська місткість | Пасажирська місткість | Примітки |
| Літак                      | В наявності | Замовлено | Б                     | П                     | E                     | Всього                | Примітки |
| -------------------------- | ----------- | --------- | --------------------- | --------------------- | --------------------- | --------------------- | --- |
| Airbus A330-900            | 1           | —         | 30                    | 21                    | 235                   | 286                   | Підлягає поступовому вилученню. З жовтня 2023 один з бортів (OO-ABF) реалізує рейс Варшава -Нью-Йорк для авіакомпанії LOT |
| Вантажний флот Air Belgium |             |           |                       |                       |                       |                       | |
| Airbus A330-200/P2F        | 2           | —         | Вантажний             | Вантажний             | Вантажний             | Вантажний             | Виконує рейси для Hongyuan Group                                                                                          |
| Boeing 747-8F              | 2           | —         | Вантажний             | Вантажний             | Вантажний             | Вантажний             | Виконує рейси для Hongyuan Group                                                                                          |
| Boeing 777-300ER/SF        | —           | 11        | Вантажний             | Вантажний             | Вантажний             | Вантажний             | Виконує рейси для Hongyuan Group                                                                                          |
| Всього                     | 5           | 11        |                       |                       |                       |                       | |

### Колишній флот
Авіакомпанія раніше експлуатувала наступні літаки: 
| Літак            | Всього | Введено в експлуатацію | Виведено з експлуатації | Примітки                             |
| ---------------- | ------ | ---------------------- | ----------------------- | ------------------------------------ |
| Airbus A330-200  | 2      | 2022                   | 2024                    |                                      |
| Airbus A330-200F | 4      | 2021                   | 2023                    | Експлуатується для CMA CGM Air Cargo |
| Airbus A340-300  | 4      | 2018                   | 2022                    | Замінений на Airbus A330-900         |

## Зовнішні посилання
Вікісховище має мультимедійні дані за темою: Air Belgium